# Формула 51
«Формула 51» (англ. THE 51ST STATE) — фильм режиссёра Ронни Ю.

## Сюжет
Действие фильма начинается в 1971 году в США, показывая резкий поворот в судьбе главного героя, но его большая часть происходит в Ливерпуле в начале 2000-х. Элмо МакЭлрой — талантливый химик, разработавший в подпольной лаборатории новый синтетический наркотик. Элмо решает выйти из-под контроля наркобарона по прозвищу «Ящер» и самостоятельно сбыть препарат в Европе. Герой разрабатывает план по устранению наркобарона и улетает в Британию, но тот выживает и отправляет вслед за Элмо наёмную убийцу.
Препарат под названием POS 51 обещает большие перспективы тем, кому Элмо продаст его формулу. Его легко можно синтезировать из ингредиентов, которые не являются запрещёнными в Европе. Элмо ввязывается в опасную игру с крупнейшими британскими наркодилерами.

## В ролях
| Актёр             | Роль                  |
| ----------------- | --------------------- |
| Сэмюэл Л. Джексон | Элмо Макэлрой         |
| Роберт Карлайл    | Феликс Десуза         |
| Эмили Мортимер    | Дон Дакота Паркер     |
| Рис Иванс         | Ики                   |
| Шон Пертви        | детектив Вирджил Кейн |
| Мит Лоуф          | Ящер                  |
| Стивен Уолтерс    | Иглобрюх              |

## Награды
В 2003 году фильм был номинирован на премию «Directors Guild of Canada» в категории «Outstanding Achievement in Sound Editing».